# Erster Streifenführer
Der Erste Streifenführer ist Vorgesetzter und verantwortlich für alle Streifenführer und Streifenbegleiter im Einsatzdienst seines Dienstbereiches. Im Gegensatz zum Wachleiter oder Dienstgruppenleiter befindet sich der Erste Streifenführer bereits im Einsatzraum.
Er übt eine Führungsfunktion aus und übernimmt somit die Einsatzführung zu besonderen Anlässen im täglichen Einsatzdienst wie zum Beispiel Geiselnahmen, Amoklagen, Gebäudebrände mit Gefährdung von Menschenleben, Sprengstoff- und sonstigen Explosionen usw.
Die Anzahl der unterstellten Kräfte liegt ca. zwischen 6 und 20 Beamten.
Bei der Polizei ist der Erste Streifenführer ausschließlich ein Beamter im gehobenen Polizeivollzugsdienst und somit mindestens Polizeikommissar. In einigen Bundesländern verfügt der Erste Streifenführer über eine besondere Funkkennung, welche die Führungseigenschaft verdeutlicht und durch die Missverständnisse ausgeschlossen werden sollen.
Diese Funktion gibt es nicht in allen Bundesländern.